# 紀元前747年
紀元前747年（きげんぜん747ねん）は、西暦（ローマ暦）による年。紀元前1世紀の共和政ローマ末期以降の古代ローマにおいては、ローマ建国紀元7年として知られていた。紀年法として西暦（キリスト紀元）がヨーロッパで広く普及した中世時代初期以降、この年は紀元前747年と表記されるのが一般的となった。

## 他の紀年法
- 干支 : 甲午
- 中国
  - 周 - 平王24年
  - 魯 - 恵公22年
  - 斉 - 荘公贖48年
  - 晋 - 文侯34年
  - 秦 - 文公19年
  - 楚 - 蚡冒11年
  - 宋 - 宣公元年
  - 衛 - 荘公揚11年
  - 陳 - 文公8年
  - 蔡 - 宣侯3年
  - 曹 - 桓公10年
  - 鄭 - 武公24年
  - 燕 - 鄭侯18年
- 朝鮮
  - 檀紀1587年
- ユダヤ暦 : 3014年 - 3015年

## できごと
- バビロニア王ナボナッサル（英語版）即位。プトレマイオスの王名表の記載はここから始まる。
- この頃、エジプト第25王朝成立（ - 紀元前656年）。上ヌビアのナパタ（英語版）（クシュ王国）出身ピイ（ピアンキ）即位（ - 紀元前716年）：エジプト全土を統一。